# مبرهنة إيستن-نل
مبرهنة إيستن-نل هي نظرية غير متوقعة [الإنجليزية] تنص على ما يلي: «لا يمكن لأي كود تصحيح خطأ كمي أن يكون له تناظر مستمر يعمل بشكل عرضي على الكيوبتات الفيزيائية». بمعنى آخر، لا يمكن لأي كود تصحيح خطأ كمي أن ينفذ بشكل مستعرض مجموعة بوابة عالمية. نظرًا لأن أجهزة الكمبيوتر الكمومية صاخبة بطبيعتها، يتم استخدام أكواد تصحيح الخطأ الكمومي لتصحيح الأخطاء التي تؤثر على المعلومات بسبب فك الترابط. فك تشفير البيانات المصححة من أجل أداء بوابات على الكيوبتات يجعلها عرضة للأخطاء. يتجنب الحساب الكمي المتسامح مع الخطأ هذا عن طريق أداء بوابات على البيانات المشفرة. يمكن للبوابات المستعرضة، التي تؤدي بوابة بين كيوبتين «منطقيين»، كل واحدة منها مشفرة في N «كيوبت فيزيائية» عن طريق إقران الكيوبتات المادية لكل كيوبت مشفر («كتلة الكود»)، وتنفيذ بوابات مستقلة على كل زوج، تُستخدم لإجراء حساب كمومي متسامح ولكن ليس عالميًا لأنها تضمن عدم انتشار الأخطاء بشكل لا يمكن السيطرة عليه من خلال الحساب. ويرجع ذلك إلى أن البوابات المستعرضة تضمن أن كل كيوبت في كتلة الكود يتم تشغيله بواسطة بوابة مادية واحدة على الأكثر ويتم تصحيح كل كتلة رمز بشكل مستقل عند حدوث خطأ. نظرًا لان نظرية ايستن - كنيل، لا يمكن تطبيق مجموعة عالمية مثل {H، S، CNOT، T } بشكل عرضي. على سبيل المثال، لا يمكن تنفيذ بوابة T بشكل مستعرض في كود Steane. هذا يستدعي طرقًا للتحايل على التظرية من أجل أداء حساب كمومي متسامح tolerant quantum. بالإضافة إلى التحقيق في حساب الكم المتسامح مع الخطأ، فإن نظرية إيستين-نيل مفيدة أيضًا لدراسة الجاذبية الكمية عبر مراسلات AdS / CFT وفي فيزياء المادة المكثفة عبر الإطار المرجعي الكمومي  أو نظرية الأجسام المتعددة.

## نظرية ايستن-كنيل التقريبية
تنص النسخة التقريبية من نظرية ايستن-كنيل على ما يلي: «إذا اعترف الرمز بوجود تناظر مستمر يتعلق بمجموعة لي وصحح المحو بدقة ثابتة، فسيكون لكل كيوبت منطقي عددًا من الكيوبتات المادية لكل نظام فرعي يتناسب عكسياً مع معلمة الخطأ مطلوبة».
النسخة التقريبية من نظرية Circumventing هي أقوى من النسخة الأصلية لأنها توضح سبب استحالة وجود تناظرات مستمرة للبوابات المستعرضة على المقياس المجهري بينما تشرح أيضًا كيف يمكن الحصول على تماثلات مستمرة للبوابات المستعرضة على المقياس العياني.

## التحايل على النظرية
لا تحظر نظرية ايستن - كنيل البروتوكولات التي توفر حسابًا كميًا متسامحًا مع الخطأ. بعض الطرق للتجول في نظرية ايستن - كنيل هي:
- تبديل الكود والرموز [6]
- رمز الانجراف [7]
- استخدام المتغيرات المستمرة [4][8][9]
- بوابة توفولي المتسامحة ل خطأ شور [10]
- النقل الآني للبوابات [11]
- تقطير الحالة السحرية [12]
- الأقسام المتعددة [13]
- التسامح مع الخطأ القابل للتقسيم [14]
- التجديل العالمي [15]